# SportScheck RUN

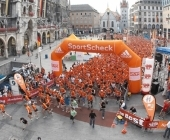
SportScheck-Stadtlauf München, 2007

Der SportScheck RUN ist eine seit 1979 an verschiedenen Orten stattfindende Laufveranstaltung und gehört zu den teilnehmerstärksten Volksläufen in Deutschland. 

## Organisation
Der vom Handelsunternehmen für Sportartikel Sportscheck veranstaltete Laufveranstaltung findet jährlich in Bremen, Hamburg, München, Köln, Erfurt, Leipzig, Hannover, Dresden, Nürnberg, Stuttgart und Berlin mit Cityläufen der Streckenlängen 5 km, 10 km sowie Halbmarathon statt. Im Rahmen einer Kooperation mit der Hilfsorganisation SOS-Kinderdörfer weltweit gibt es in 14 Städten einen SOS-CorporateRUN. Weiterhin gibt es achtmal den Night RUN und zweimal den District RUN. Speziell für Kinder bis zwölf Jahren gibt es in jeder Stadt kostenfreie DAK-Kinderläufe mit kurzen Distanzen.
Beim ersten SportScheck-Stadtlauf 1979 im Münchner Färbergraben gingen knapp 1000 Läufer an den Start. 
Seit Beginn der Stadtlaufserie ist das SportScheck-T-Shirt das stoffliche Startticket für den Stadtlauf. Jeder Teilnehmer, der durch das Ziel läuft, bekommt eine Finisher-Medaille. Hauptsponsor 2019 war Under Armour. Aktuelle Botschafter des Laufs sind Nils Schumann und Ingalena Heuck. Für jeden gelaufenen Kilometer der Teilnehmer aller SportScheck-Stadtläufe, spendet SportScheck fünf Cent für das soziale Projekt „Sport im Hort“. Unter der Schirmherrschaft von Skirennläufer Felix Neureuther wurden bis 2020 bereits über 200.000 € an 62 Horte verteilt.

## Bekannte Teilnehmer (Auswahl) beim Halbmarathon
- Anna Hahner (1. Platz SportScheck RUN München 2014, 01:15:13)
- Lisa Hahner (1. Platz SportScheck RUN München 2017, 01:15:01)
- Maciek Miereczko (3. Platz SportScheck RUN Berlin 2018, 01:09:43)
- Jens Nerkamp (4. Platz SportScheck RUN Berlin 2019, 1:06:09)
- Valentin Pfeil (1. Platz SportScheck RUN Berlin 2019 1:04:06)